# Roekiah
Roekiah (ur. 1917 w Bandungu, zm. 1945 w Dżakarcie) – indonezyjska aktorka filmowa i piosenkarka. Uchodziła za uosobienie piękna i mody swego kraju, ciesząc się największą popularnością wśród aktorek indonezyjskich.

## Filmografia
- Terang Boelan (Full Moon; 1937)
- Fatima (1938)
- Gagak Item (Black Raven; 1939)
- Siti Akbari (1940)

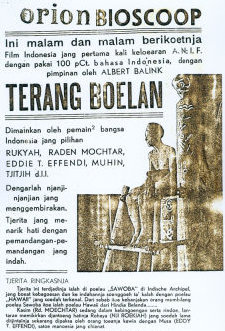
Afisz filmu Terang Boelan, debiut Roekiah

- Sorga Ka Toedjoe (Seventh Heaven; 1940)
- Roekihati (1940)
- Poesaka Terpendam (Buried Treasure; 1941)
- Koeda Sembrani (The Enchanted Horse; 1942)
- Ke Seberang (To the Other Side; 1944; short film)